# Krstilnica sv. Janeza Krstnika, Volterra
Krstilnica svetega Janeza Krstnika stoji v zgodovinskem središču Volterre, pred stolnico, v pokrajini Pisa, škofija Volterra. Menda je bila postavljena v 7. stoletju na mestu rimskega templja, posvečenega čaščenju sonca.

## Zunanjost
Z osmerokotnim tlorisom sega v drugo polovico 13. stoletja.
Stran, obrnjeno proti stolnici, za katero je značilno pokrivanje z belimi in zelenimi trakovi marmorja, krasi romanski portal, ki ga lahko pripišejo delavnici Nicole Pisana. Desno nad glavnimi vrati je pravokotna marmorna plošča, razdeljena na dva dela. V desno se nadaljujejo majhna vrata sekundarnega vhoda. V središču sten je mogoče videti dve majhni okni.

## Notranjost
V notranjosti je šest niš, krstilnico pa pokriva kupola. Nasproti glavnih vrat je oltar iz druge polovice 18. stoletja.
Okraske scarselle, ki zapira tablo z Vnebohodom Niccolòja Cercignanija, ki je nad oltarjem, je izdelal Balsimelli da Settignano po načrtu Mina da Fiesole. To sliko so v zgornjem delu poškodovali vojni dogodki druge svetovne vojne.
Desno od oltarja je starodaven krstilnik, ki ga je leta 1502 izdelal Andrea Sansovino.
Velik krstilnik v središču je delo Giovannija Vacce (1759), nadgrajen pa je s kipom sv. Janeza Krstnika, ki ga je leta 1771 izdelal Giovanni Antonio Cybei.
Desno od vhodnih vrat je etruščanski nagrobnik iz marmorja, ki je bil prevrnjen in izkopan in služi kot sveti vodni čep.